# Ałtaj Gobijski

Ałtaj Gobijski składa się z kilku masywów górskich (zaznaczone na mapie białymi napisami), jest oddzielony na północy od gór Changaj przez Dolinę Jezior

Ałtaj Gobijski – góry w południowej Mongolii z najwyższym szczytem górą Ich Bogd uul o wysokości 3957 m n.p.m. Zbudowane są głównie z granitów, piaskowców i wapieni. Obszar aktywny sejsmicznie.
Główne pasma rozciągają się w kierunku NW - SE na długości 650 km. Od południa góry te graniczą z Kotliną Dżungarską, od północnego zachodu z górami Ałtaj Mongolski. Większość tych gór leży na terenie pustyni Gobi. Złożone są z szeregu wysokich masywów i krótkich pasm górskich, o stosunkowo mało stromych zboczach. Pasma te i masywy są przedzielone licznymi obniżeniami, dlatego Ałtaj Gobijski jest silnie rozczłonkowany morfologicznie. Zbudowane są ze skał paleozoicznych, ale w kotlinach zachowały się lądowe osady późnej kredy z bardzo licznymi skamieniałościami m.in. dinozaurów. Nie występują pola wiecznego śniegu (z wyjątkiem kilku malutkich) i lodowce. Dominują suche stepy i roślinność pustynna, a w obszarach wysokogórskich roślinność alpejska.